# Furigana
Furigana (tiếng Nhật: 振り仮名, Hán Việt: Chấn giả danh) là một loại chữ viết hỗ trợ cho việc đọc tiếng Nhật, bao gồm những kana được in nhỏ hơn bên cạnh một kanji hay một ký tự nào đó khác nhằm biểu đạt cách phát âm của từ đó. Trong cách viết ngang chúng được in ở phía trên dòng chữ, còn trong cách viết dọc chúng được in bên phải của dòng, như các ví dụ bên dưới. Đây là một loại ký tự ruby. Trong tiếng Nhật, Furigana cũng được biết với tên yomigana (讀み仮名 Độc giả danh) hay rubi (ルビ).
| 漢 | か ん |
| 字 | じ    |

| かん | じ |
| 漢   | 字 |

## Sử dụng

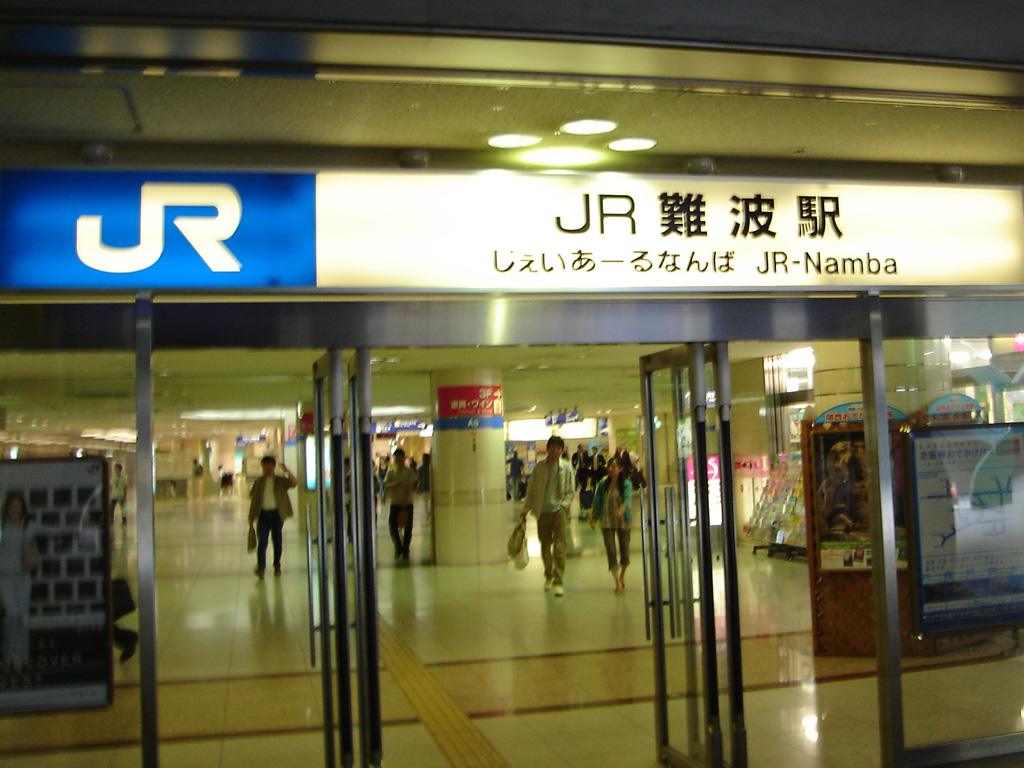
Trong biển hiệu trên, furigana biểu đạt cách phát âm của các ký tự Latinh "JR" và kanji cho ta từ "Nhà ga Namba"

Furigana thường được sử dụng trong các sản phẩm đọc dành cho trẻ em, vì trẻ em có thể chưa có kỹ năng đọc hiểu và nhận biết chữ kanji, nhưng có thể hiểu được các từ được viết biểu âm bằng hiragana. Do trẻ em học hiragana trước katakana nên trong các sách viết cho đối tượng trẻ em, còn sử dụng furigana là hiragana để biểu âm cho các ký tự katakana. Tất cả các ký tự kanji đương nhiên cũng được biểu âm bằng furigana trong các sách cho trẻ em. Trong tiếng Nhật, đây được gọi là ''sōrubi (総ルビ).
Rất nhiều manga cho vị thành niên sử dụng furigana. Ngoài ra, một số sách cũng có hướng dẫn phát âm (thường thì bằng Hiragana nhưng đôi khi sử dụng Romaji) dành cho người học tiếng Nhật (có thể song ngữ hoặc chỉ bằng tiếng Nhật), chúng có thể khá quen thuộc với người nước ngoài muốn làm chủ tiếng Nhật nhanh hơn, hay muốn thưởng thức các truyện ngắn, tiểu thuyết, hay các bài báo bằng tiếng Nhật.
Có một số trang web và công cụ, cung cấp hướng dẫn phát âm tiếng Nhật trong các trang web (bằng Hiragana, Romaji hoặc Kiriji), chúng phổ biến với cả các trẻ em Nhật và những người học tiếng Nhật.
Trong các sản phẩm đọc nhắm tới người nói tiếng Nhật trưởng thành, furigana có thể được dùng cho các từ được viết bằng các từ Kanji ít gặp.
Furigana cũng thường xuất hiện cạnh các tên kanji và các ký hiệu roman của chúng ở các nhà ga, dù cho cách phát âm của từ kanji có thể thông dụng. Furigana còn hay xuất hiện ở các bản đồ chỉ dẫn cách đọc những địa điểm ít nổi tiếng.

## Một số ví dụ thường gặp của Furigana
- 漢字 (kanji) – Furigana dạng Hiragana biểu diễn cách đọc của Kanji.
- Fast food (fasutofūdo) – Furigana dạng Katakana biểu diễn cách đọc tiếng nước ngoài.
- 上海 (Shanhai – "Thượng Hải"), 北京 (Pekin – "Bắc Kinh"), 広東 (Kanton – "Quảng Đông"), 香港 (Honkon – "Hồng Kông") – Furigana dạng Katakana biểu diễn cách đọc tiếng Trung Quốc/tiếng Anh/... cho một số địa danh quen thuộc ở Trung Quốc, dù đó có là Kanji nhưng người Nhật không gọi thành phố này theo âm Hán-Nhật mà đọc theo Shanghai, Peking, Canton, Hong Kong.
- 宇宙英雄記 (Supēsu Hīrōzu – "Vũ trụ Anh hùng Ký") – Furigana dạng Katakana biểu diễn cách đọc tiếng nước ngoài, còn Kanji sẽ biểu diễn nghĩa. Đây là tên viết bằng tiếng Nhật của bộ phim "Doraemon: Nobita và những hiệp sĩ không gian". Các chữ Hán "Vũ trụ Anh hùng Ký" sẽ không được đọc là "Uchū Eiyū Ki" theo tiếng Nhật, mà sẽ đọc theo tiếng Anh là "Space Heroes".